# Philiris lavendula
Philiris lavendula är en fjärilsart som beskrevs av Tite 1963. Philiris lavendula ingår i släktet Philiris och familjen juvelvingar. Inga underarter finns listade i Catalogue of Life.